# Saint-Stanislas-de-Kostka
Saint-Stanislas-de-Kostka är en kommun i provinsen Québec i Kanada. Den ligger i regionen Montérégie, i den sydöstra delen av landet, 130 km öster om huvudstaden Ottawa. Antalet invånare var 1 852 vid folkräkningen 2021. Landarean är 58 kvadratkilometer.